# Andrea Raggio
Andrea Raggio (ur. 30 listopada 1929 w Cagliari, zm. 30 marca 2013 tamże) – włoski polityk i samorządowiec, poseł do Parlamentu Europejskiego II i III kadencji.

## Życiorys
Z wykształcenia geometra, absolwent szkoły technicznej. Był etatowym działaczem Włoskiej Partii Komunistycznej (PCI), wchodził w skład komitetu centralnego tego ugrupowania. Pełnił funkcję asesora we władzach Sardynii. Był radnym tego regionu, a w latach 1977–1979 przewodniczącym rady regionalnej.
W latach 1984–1994 sprawował mandat eurodeputowanego II i III kadencji, pełnił m.in. funkcję kwestora PE. Po likwidacji PCI dołączył do Demokratycznej Partii Lewicy.